# Susan Sloane
Susan Sloane (Lexington, 5 december 1970) is een tennisspeelster uit de Verenigde Staten van Amerika.
In oktober 1988 won ze het WTA-toernooi van Nashville. Twee jaar later verloor ze de finale van Natalia Medvedeva in datzelfde toernooi.